# TimeSplitters
TimeSplitters es un videojuego de disparos en primera persona y la primera entrega de la serie de videojuegos homónima, que salió a la venta coincidiendo con las navidades de 2000. Su modo de juego es la acción frenética y directa. Fue este videojuego el que estrenó en PlayStation 2 los disparos en primera persona.

## Argumento
Los timesplitters son una raza alienígena que hace que todos los planetas sucumban a ella mediante el cambio del pasado de la civilización que vive en él. En el año 2401 le llega el turno a la Tierra (esta fecha aparece por primera vez en TimeSplitters 2) y los timesplitters comienzan a corromper el pasado con sus ataques en diversas épocas. Solamente una élite de héroes bien entrenados puede detenerlos y así ganar tiempo para sus compañeros del futuro. Comenzamos la aventura en el Egipto colonizado de 1935 y terminamos en un cruce de líneas espaciales en el 2035 (un periodo de cien años).

## Modo multijugador
Este videojuego contiene un modo multijugador amplio en el que es posible personalizar las partidas antes del juego, para ello, están a disposición del jugador opciones como el número de muertes, el tiempo, el fuego amigo, las armas y los personajes. Las armas se personalizan mediante cinco huecos libres para colocar el arma elegida mientras que los personajes están divididos en cuatro equipos (rojo, azul, amarillo y verde) y pueden ser diez como máximo manejados por la IA y otros cuatro humanos.
Los niveles del modo multijugador son los mismos que tiene la historia más otros añadidos que se desbloquean, como los personajes, avanzando en el modo historia. Los modos del juego multijugador son cinco como mucho (dependen del nivel) y son la clásica lucha (con o sin equipos), el robo de la bolsa, capturar la bolsa, Knock outs (un modo de juego que consiste en recoger piezas y llevarlas a la base), escolta (consiste en escoltar a un sujeto hasta su punto final) y la defensa de una base. 
El videojuego también contiene un editor de mapas con la capacidad de crear nuevos niveles multijugador mediante un sistema de colocar piezas y objetos y cambiar o no la luz de las casillas. En las entregas siguientes, el mapa fue cada vez más sofisticado. Además, el modo historia puedes ser terminado por dos jugadores si esta opción se elige.

## Modochallenge
Este modo de juego, que en este videojuego es corto respecto a las entregas siguientes, es también otro modo de conseguir personajes y armas. En él, el jugador entra en una partida del modo multijugador con todos los preparativos hechos y debe cumplir el objetivo que le manden, que puede ser decapitar a treinta zombis con las manos o defender un banco de un ataque.

## Personajes
- Ángel Pérez
- Badass Cyborg
- Brown Zombie
- Capitán Ash
- Chastity Detroit
- Chef Chino
- Camarero Chino
- Cultista
- Deacon Swain
- Det. Harry Tipper
- Dr. Katje Nadir
- Dr. Seth Graven
- Duckman Drake
- Momia Ojos
- Farrah Fun-Bunny
- Alien Hembra
- Cyborg Femenino
- Soldado Mujer
- SWAT Mujer
- Dedos McKenzie
- Pescadera Mutante
- Alien Flotante
- Gasmask Soldier
- Gasmask SWAT
- Hombre de Jengibre
- Zombi Chica
- Alien Verde
- Zombi Verde
- Gretel
- Hick Hyde
- El Impersonador
- Insect Mutant
- Chaqueta Zombi
- Jacques Misere
- Dama Jayne
- Tte. Christine Malone
- Leñador
- Soldado Hombre
- SWAT Hombre
- Malehood
- Mary-Beth Casey
- Mr. Big
- Olga Strom
- Mutante General
- Peekaboo Jones
- Pillar Alien
- Policía Zombi
- Mutante Sacerdote
- Sacerdotisa
- R108
- Ravelle Velvet
- Red Alien
- Robofish
- Sebastian Photon
- Shock Trooper
- Cyborg Siamés
- Zombi Cráneo
- Azafata de Spaceways
- Suit Hoodlum
- Momia Dientes
- TimeSplitter 1
- TimeSplitter 2
- Tuxedo Cyborg
- Veiled SWAT

## Niveles
En el modo historia nos podemos encontrar con 9 diferentes niveles, estos son:
- Tumba
- Chino
- Cyberden
- Pueblo
- Planta Química
- Planeta X
- Mansión
- Muelles
- Spaceways

En el modo multijugador puedes jugar en 18 niveles diferentes (Incluyendo los del modo historia):
- Tumba (Historia)
- Cementerio
- Chino (Historia)
- Obra
- Cyberden (Historia)
- Calles
- Pueblo (Historia)
- Castillo
- Planta Química (Historia)
- Banco
- Planeta X (Historia)
- Nave espacial
- Mansión (Historia)
- Centro comercial
- Muelles (Historia)
- Urbanización
- Spaceways (Historia)
- Zona de guerra